# فريدي وايت
فريدي وايت (بالإنجليزية: Freddy White)‏ هو عازف قيثارة ومغني وكاتب أغاني أيرلندي، ولد في سبتمبر 1951 في كوف في جمهورية أيرلندا.

## وصلات خارجية
- الموقع الرسمي
- فريدي وايت على موقع ميوزك برينز (الإنجليزية)
- فريدي وايت على موقع ديسكوغز (الإنجليزية)